# یواس‌اس اسپوکن (سی‌ال-۱۲۰)
یواس‌اس اسپوکن (سی‌ال-۱۲۰) (به انگلیسی: USS Spokane (CL-120)) یک کشتی بود که طول آن ۵۴۱ فوت (۱۶۵ متر) بود. این کشتی در سال ۱۹۴۵ ساخته شد.